# Gopamau
Gopamau è una suddivisione dell'India, classificata come nagar panchayat, di 12.604 abitanti, situata nel distretto di Hardoi, nello stato federato dell'Uttar Pradesh. In base al numero di abitanti la città rientra nella classe IV (da 10.000 a 19.999 persone).

## Geografia fisica
La città è situata a 27° 33' 0 N e 80° 16' 60 E e ha un'altitudine di 142 m s.l.m..

## Società

### Evoluzione demografica
Al censimento del 2001 la popolazione di Gopamau assommava a 12.604 persone, delle quali 6.805 maschi e 5.799 femmine. I bambini di età inferiore o uguale ai sei anni assommavano a 2.428, dei quali 1.266 maschi e 1.162 femmine. Infine, coloro che erano in grado di saper almeno leggere e scrivere erano 4.713, dei quali 2.977 maschi e 1.736 femmine.